# Milasa y Melanudio
El Thema de Milasa y Melanudio (en griego: θέμα Μυλά[σ]σης και Μελανουδίου) fue una provincia bizantina (thema) en el sudoeste de Asia Menor (actual Turquía) en los siglos XII y XIII.
Es atestiguado por primera vez en 1127/1128, y fue probablemente creado después de 1110, por Alejo I Comneno (r. 1081–1118) o por su hijo y sucesor Juan II Comneno (r. 1118–1143), en territorio recuperado a los turcos selyúcidas durante la década de 1090. Originalmente llamado solo Thema de Milasa, fue rebautizado después de trasladarse su capital de Milasa (Milas) a la ciudad de Melanudio – hasta ahora sin unaminidad en su identificación, localización aproximada al sur de Mileto – en algún momento en el periodo 1150–1175. 
El tema comprendió la mayoría de la región de Caria, desde el río Meandro al norte hasta el valle del río Morsynos (Vandalas Çayi) en el este. La costa sin embargo pertenecida al Thema Cibirreota y, después que este fuera disuelto durante el reinado de Manuel I Comneno (r. 1143–1180), a la provincia de las cercanas islas Dodecaneso, con capital en Cos. Algunos dux de Milasa y Melanudio, aun así, parecen haber ejercido autoridad sobre la costa y las islas.
La región se mantuvo bajo control bizantino hasta que fue conquistada por los turcos durante los inicios del reinado de Andrónico II Paleólogo. Es notable el número de fortificaciones bizantinas qué sobrevivieron así como la próspera comunidad monástica del Monte Latros.